# Автозаводська (станція МЦК)
Автозаводська (рос. Автозаводская) — пасажирська платформа Московської залізниці, що є зупинним пунктом міського електропоїзда — Московського центрального кільця. В рамках транспортної системи Московського центрального кільця позначається як «станція», хоча фактично власне не є залізничною станцією через відсутність колійного розвитку. Відкрита 10 вересня 2016 року
 На станції заставлено тактильне покриття.
Станція розташована між платформами «ЗІЛ» і «Дубровка» у Південному адміністративному окрузі на території Даниловського району, в межах станції «Кожухово».

## Пересадки
- Метростанцію  «Автозаводська»
- Автобуси: с835, 944

## Галерея

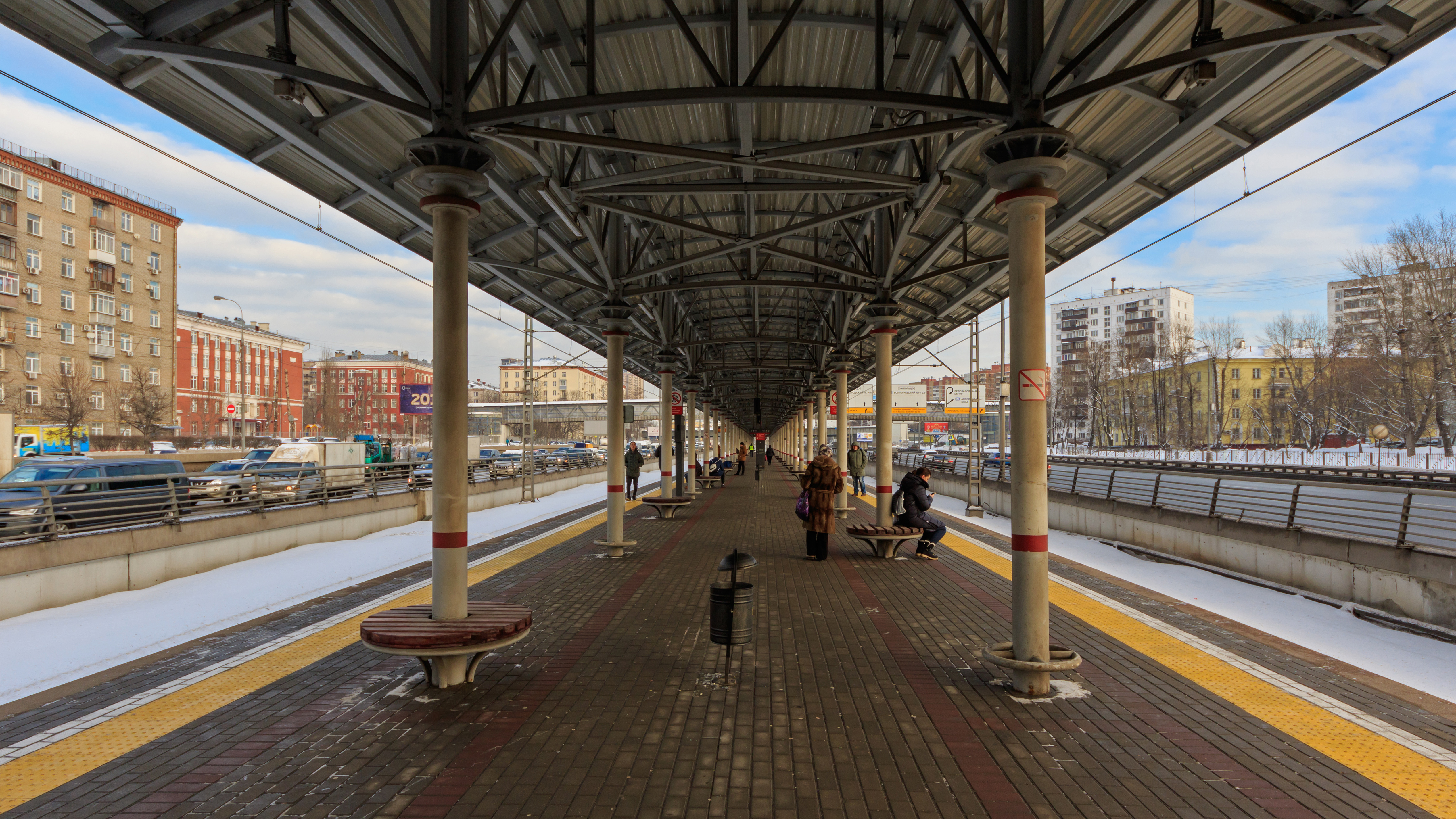
Центральна перспектива станції
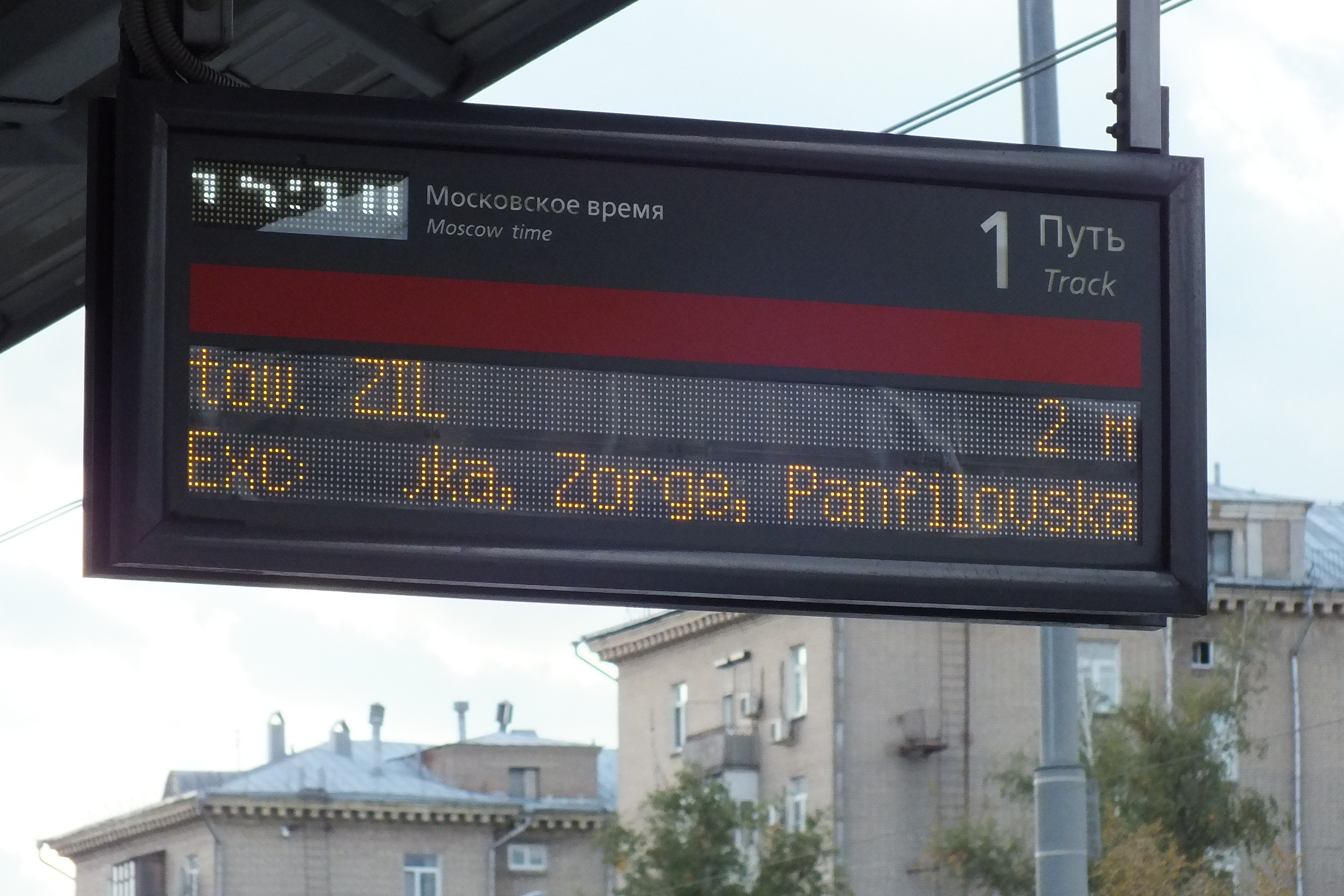
Електронне табло з написами англійською мовою
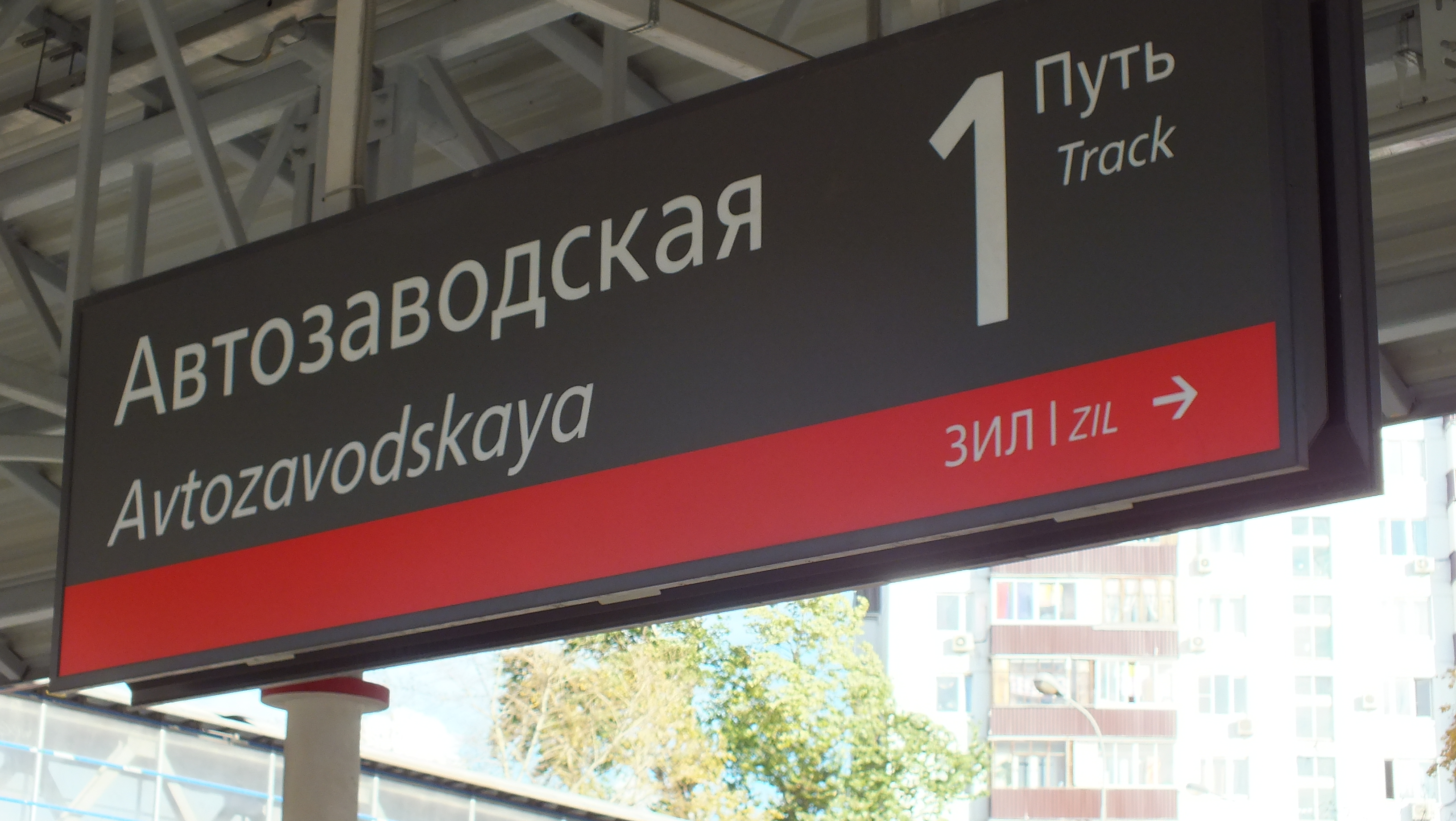
Табличка на станції
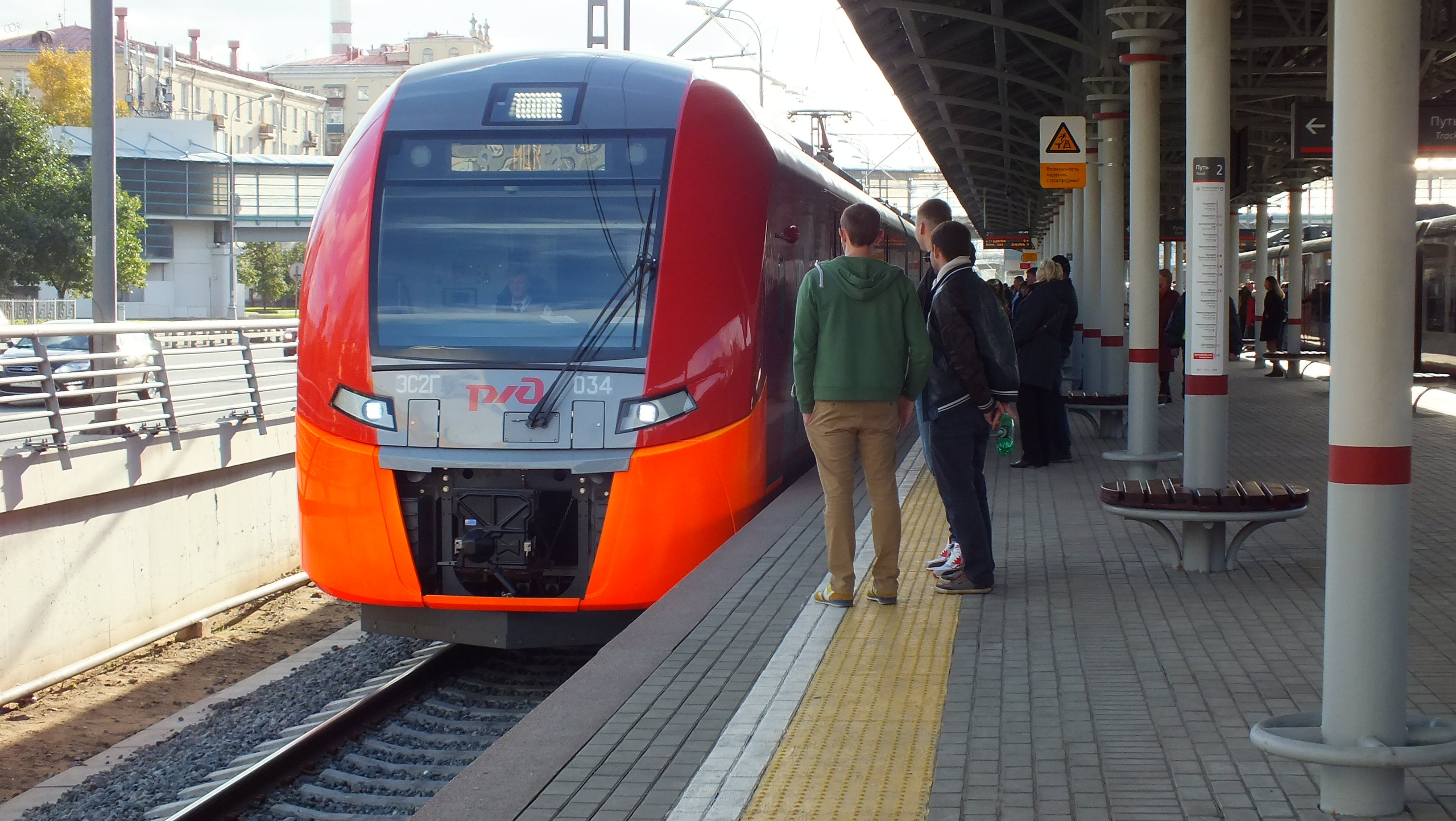
Електропоїзд на платформі